# Barnum’s American Museum

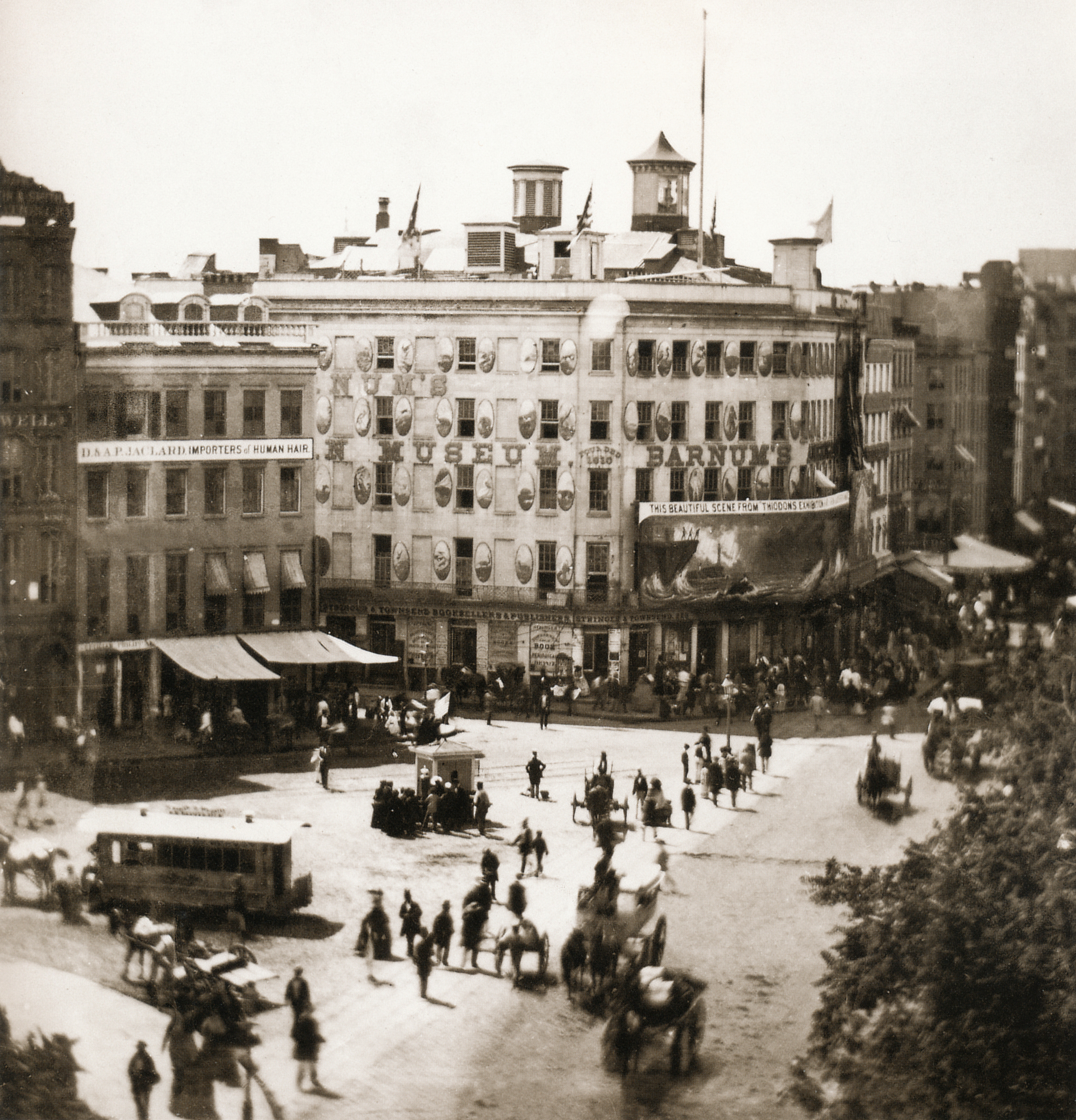
Barnum’s American Museum im Jahr 1858

Barnum’s American Museum war im 19. Jahrhundert ein beliebtes Museum in New York City, das heute nur noch online existiert. 1841 bis 1865 befand sich das Museum für Populärkultur am Broadway in Manhattan. Das Museum wurde vom berühmten Zirkusbesitzer P. T. Barnum geführt.

## Geschichte
Phineas Taylor Barnum eröffnete sein Museum 1842 als eine familienfreundliche Attraktion. Es wurde beschrieben als eine Kombination aus Zoo, Museum, Wachsfigurenkabinett, Theater und Sideshow, und hatte bis zu 15.000 Zuschauer am Tag.
Am 13. Juli 1865 brannte das Museum in einem der spektakulärsten Brände der New Yorker Geschichte komplett ab.  Ein weiteres von Barnum eröffnetes Museum brannte 1868 mysteriöserweise ebenfalls ab. Erst danach wurde Barnum Politiker und Zirkusdirektor (und als solcher berühmt).
Im Jahr 2000 wurde das Museum durch das City University of New York Graduate Center im Internet wiedereröffnet.

## Sammlung
Viele Attraktionen des Museums wurden berühmt, darunter General Tom Thumb (ein „Zwerg“) und seine spätere Frau Lavinia Warren, die Fiji Mermaid (eine „Meerjungfrau“) und Josephine Clofullia (eine bärtige Frau). Chang und Eng, Siamesische Zwillinge aus dem Museum, waren bekannt dafür, sich ständig zu streiten. Auch eine Wachsfigur von Daniel Lambert, seiner Zeit der schwerste Mann der Welt, wurde mit seiner Originalkleidung ausgestellt.
Neben der Belustigung des Publikums diente das Museum aber auch der Fortbildung, befasste sich mit Wissenschaft, Geschichte und Kunst.

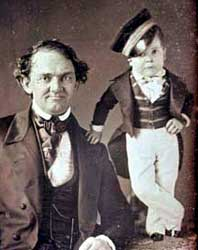
General Tom Thumb mit P. T. Barnum
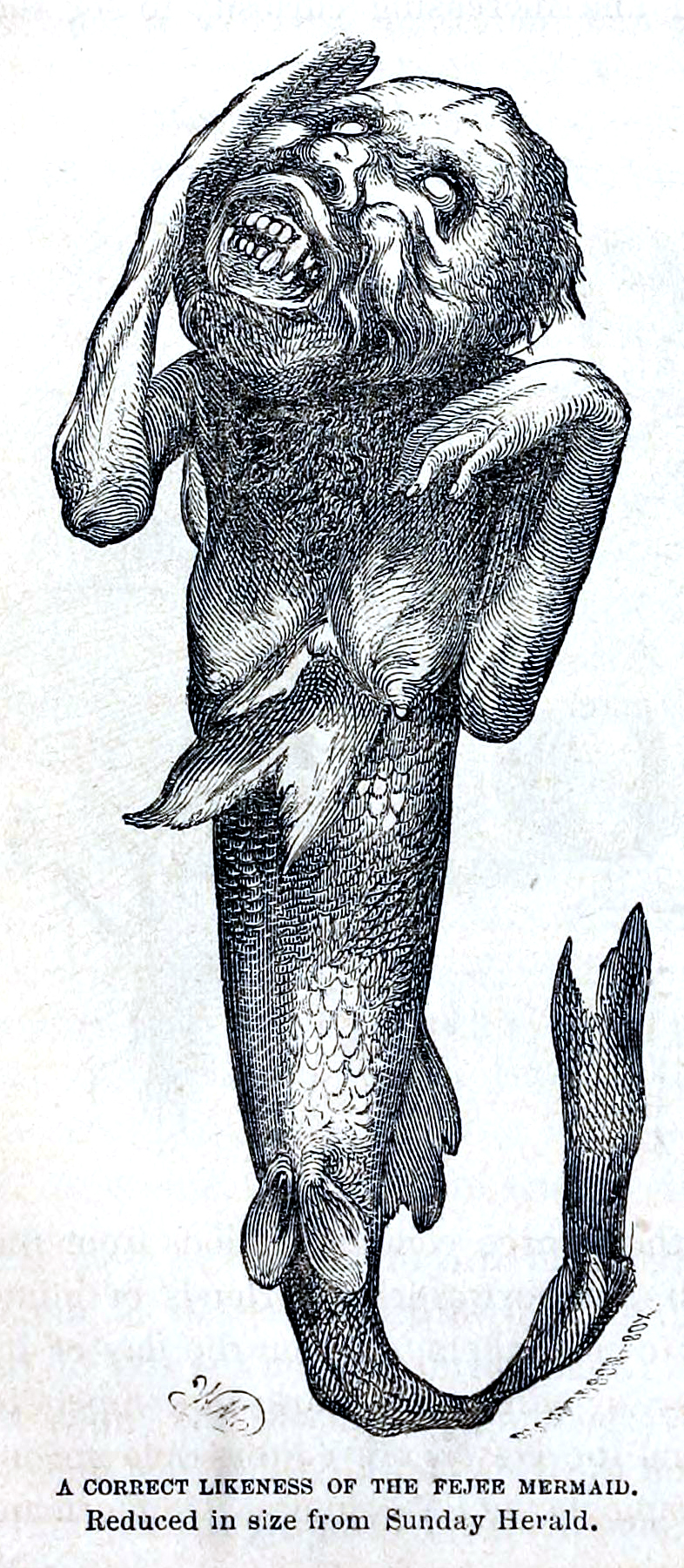
Zeichnung der „Fiji Mermaid“
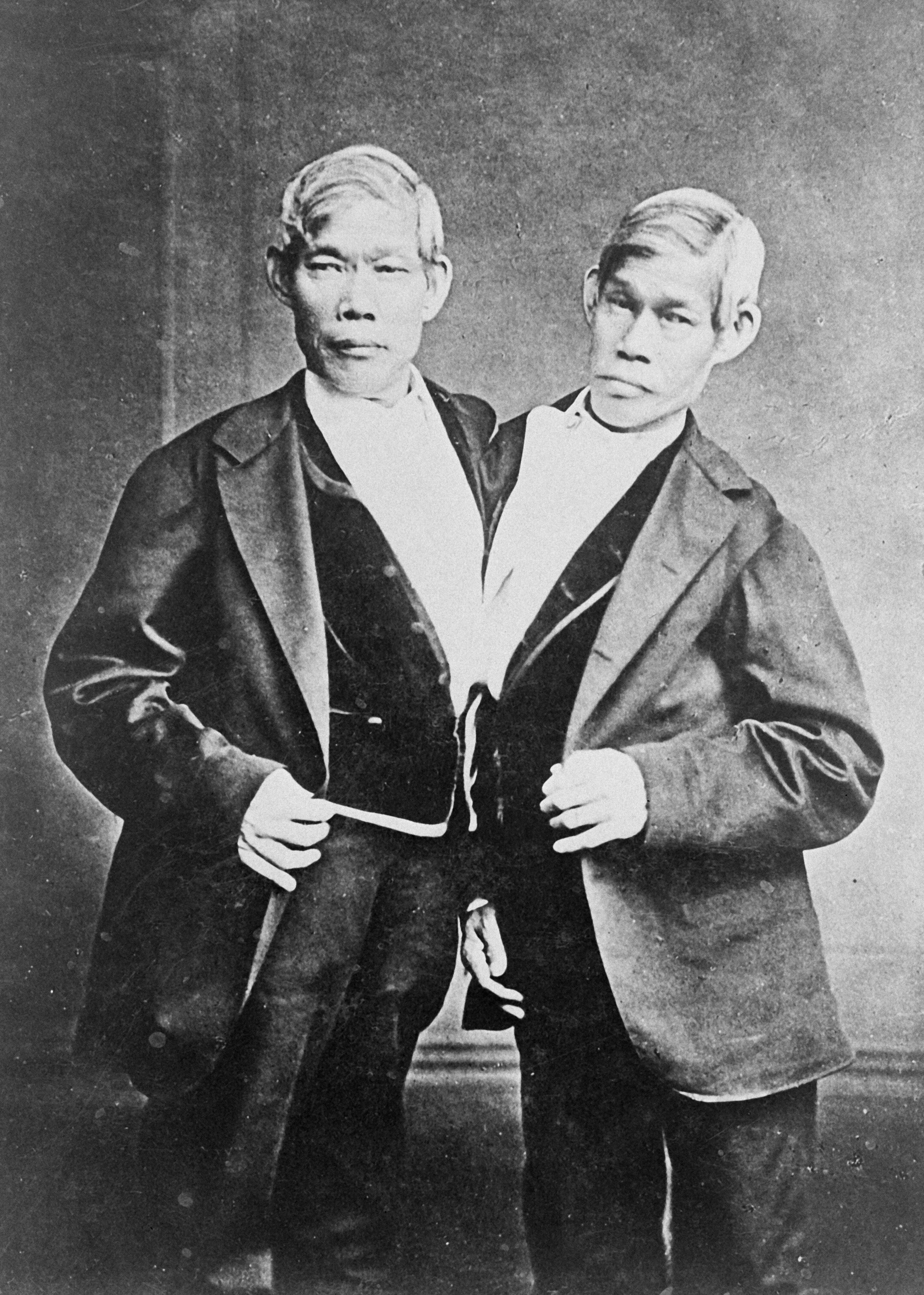
Chang und Eng Bunker
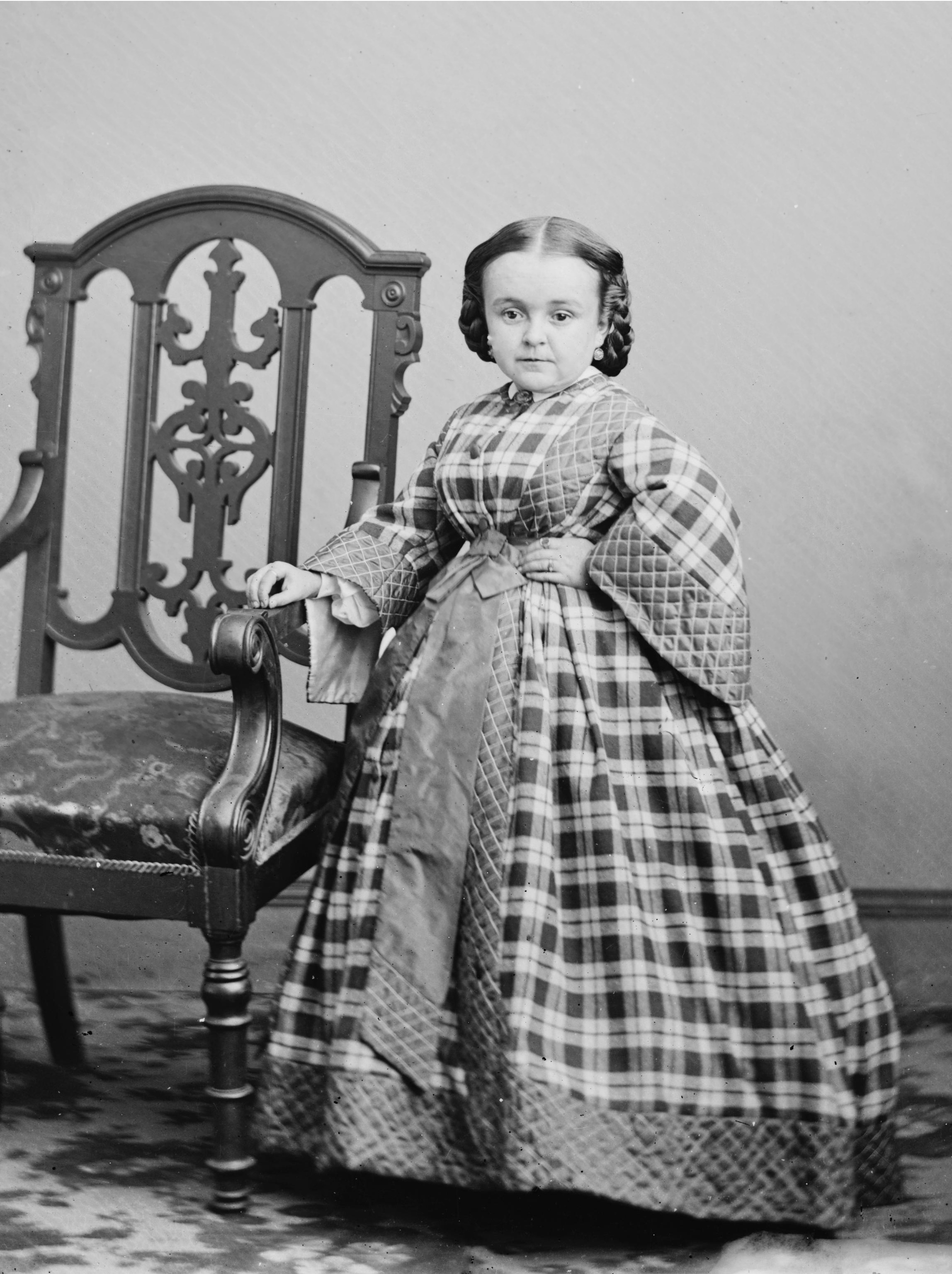
Lavinia Warren